# Ковальчук, Иван Абрамович
Иван Абрамович Ковальчук, другой вариант отчества — Аврамович (20 мая 1930 год — 12 марта 2006 год, Лисичанск, Украина) — бригадир горнорабочих очистного забоя шахты «Привольнянская-Южная» треста «Лисичанскуголь» комбината «Луганскуголь» Министерства угольной промышленности Украинской ССР, Луганская область. Герой Социалистического Труда (1971). Заслуженный шахтёр УССР (1974).

## Биография
Возглавлял бригаду горнорабочих на шахте «Привольнянская-Южная» комбината «Луганскуголь». В марте-апреле 1963 года бригада Ивана Ковальчука достигла ежедневной выработки угля до 2582 тонн. Указом Президиума Верховного Совета СССР от 22 марта 1966 года удостоен звания Героя Социалистического Труда с вручением ордена Ленина и золотой медали «Серп и Молот».
Избирался делегатом XXIII и XXIV съездов КПСС.
Скончался в 2006 году в Лисичанске.

## Награды
- Орден Ленина
- Полный кавалер знака «Шахтёрская слава»